# Ri-Fi
Ri-Fi — італійський лейбл звукозапису, заснований 1959 року.

## Історія
Студія звукозапису Ri-Fi була створена 1959 року у Мілані Джованні Баттіста Ансольді (адміністратор студії).
На студії записувалися такі відомі італійські виконавці: Іва Дзаніккі, Франко Сімоне, Коррадо Кастелларі, I Giganti, Giuliano, Notturni e Cristiano Malgioglio, Міна Мацціні, Фаусто Леалі, Фред Бонджусто, Адріано Челентано, Тоні Даллара, Мемо Реміджі.
Адреса студії вулиця Buenos Aires 77, Мілан.